# پارلمان قزاقستان

نشان پارلمان قزاقستان

پارلمان جمهوری قزاقستان قوه مقننه دو مجلسی قزاقستان است. مجلس سفلی که مجلس خوانده می‌شود و دارای ۹۸ کرسی است و برای دوره‌های پنج ساله انتخاب می‌شود. مجلس سنا نیز مجلس بالا دستی بوده که برای دوره ۶ ساله اعضایش انتخاب شده و دارای ۵۰ عضو است.

## تاریخچه
در اوایل پاییز ۱۹۹۴، تاتیانا کویاتکوفسکایا، روزنامه‌نگار و نامزد سابق شورای عالی قزاقستان، شکایتی را تنظیم کرد و خواستار لغو نتایج انتخابات پارلمانی قزاقستان در سال ۱۹۹۴ شد. پس از محاکمه‌های طولانی در مارس ۱۹۹۵، دادگاه قانون اساسی قزاقستان در آن زمان ، علیرغم مخالفت رئیس‌جمهور نورسلطان نظربایف و رئیس شورای عالی، در ۶ مارس ۱۹۹۵ ادعاهای کویاتکوفسکایا را موجه تشخیص داد. در نتیجه حکم دادگاه، نظربایف در ۱۱ مارس فرمانی صادر کرد که  پارلمان (شورای عالی) را منحل کرد و در آن تمام لوایح مصوب آن «نامعتبر» اعلام شد. از آنجا، قزاقستان هیچ قوه مقننه ای نداشت و همه قوانین بر اساس احکام ریاست جمهوری تعیین گردید.
به دنبال این موضوعدر ۳۰ اوت ۱۹۹۵، یک همه‌پرسی قانون اساسی برگزار شد که در آن قزاق‌ها به پیش نویس جدید قانون اساسی قزاقستان رای دادند که بر ان اساس پارلمان دو مجلسی جدیدی را ایجاد می‌شد که شامل مجلس و سنا بود. انتخابات سنا برای اولین بار در ۵ دسامبر ۱۹۹۵ برگزار شد و پس از آن انتخابات دو مرحله ای مجلس در ۹ دسامبر و ۲۳ دسامبر ۱۹۹۵ برگزار شد. در همین راستا اولین جلسه مشترک مجلس و سنا یعنی پارلمان در ۳۰ ژانویه ۱۹۹۶ تشکیل شد.

ساختمان پارلمان قزاقستان

در ماه مه ۲۰۰۷، پارلمان تغییرات زیادی را در قانون اساسی داد، از جمله تغییر سیستم انتخابات برای مجلس. در نتیجه سیستم انتخاباتی از نمایندگی تناسبی مختلط به نمایندگی تناسبی فهرست حزبی و تغییر محدودیت دوره ریاست جمهوری از هفت به پنج سال اتفاق افتاد. با این حال، راه را برای اقتدارگرایی بیشتر هموار کرد زیرا رئیس‌جمهور نورسلطان نظربایف را از محدودیت دوره ای معاف کرد که به او اجازه می‌داد تا مادام العمر به عنوان رئیس‌جمهور باقی بماند. در انتخابات پارلمانی سال ۲۰۰۷ قزاقستان، حزب طرفدار دولت نور اوتان تمام کرسی‌های مورد مناقشه در مجلس را به دست آورد و هر گونه اپوزیسیون را از بین برد و کشور را برای مدت کوتاهی به یک دولت تک حزبی تبدیل کرد تا اینکه احزاب در سال ۲۰۱۲ به مجلس بازگشتند.
در ماه مه ۲۰۱۰، پارلمان به نظربایف عنوان رهبر ملت را اعطا کرد. این امر به او کنترل سیاست‌های دولتی را حتی بدون تصدی رئیس‌جمهور و همچنین مصونیت از پیگرد کیفری برای هر اقدامی که در دوران تصدی خود انجام می‌داد، داد. همچنین از تمام دارایی‌های متعلق به نظربایف و خانواده اش محافظت می‌کرد.